# Medaille voor het dienen van het Moederland
De Medaille voor het dienen van het Moederland (Russisch: Медаль ордена «За заслуги перед Отечеством», Medal ordenia "Za zasloegi pered Otetsjestvom") werd op 2 maart 1994 ingesteld door de Russische Federatie. De medaille is verbonden aan de op die dag ingestelde Orde van Verdienste voor het Vaderland. De medaille wordt in twee klassen, zonder en mét zwaarden (Russisch: с мечами) verleend.
De medaille wordt met zwaarden op de ring uitgereikt aan militairen voor grote bijdragen aan de verdediging van het moederland en het succesvol paraat houden van de commandostructuur, van militaire eenheden en van militaire organisaties. Ook het versterken van de rechtsorde en zorg dragen voor de veiligheid van de bevolking wordt in het Statuut van de medaille genoemd.
De uitvoering zonder zwaarden wordt uitgereikt aan burgers van de Russische Federatie voor voortreffelijke prestaties in industrie, constructie, wetenschap, onderwijs, gezondheid, cultuur, transport en andere werkgebieden.
Hoewel het Statuut van deze medaille daarover niet spreekt kan men, net als in de Sovjet-Unie, dezelfde graad van de medaille tweemaal ontvangen. Dat is gebeurd met biatleet Olga Zaitseva die tweemaal werd gedecoreerd met de zilveren medaille. 

## De twee graden
- De Medaille der Ie Klasse,

(Russisch: Медаль ордена "За заслуги перед Отечеством" I степени of Medal ordena "Za zasloegi pered Otetsjestvom" I Stepeni).
De medaille wordt uitgereikt aan burgers van de Russische Federatie voor voortreffelijke prestaties in industrie, constructie, wetenschap, onderwijs, gezondheid, cultuur, transport en andere werkgebieden. 
- De Medaille der Ie Klasse met de Zwaarden,

(Russisch: Медаль ордена "За заслуги перед Отечеством" I степени с мечами of Medal ordena "Za zasloegi pered Otetsjestvom" I Stepeni s Mesjami). De medaille wordt uitgereikt aan militairen voor grote bijdragen aan de verdediging van het moederland en het succesvol paraat houden van de commandostructuur, van militaire eenheden en van militaire organisaties. Ook het versterken van de rechtsorde en zorg dragen voor de veiligheid van de bevolking wordt in het Statuut genoemd. 
- De Medaille der IIe Klasse,

(Russisch: Медаль ордена "За заслуги перед Отечеством" II степени of Medal ordena "Za zasloegi pered Otetsjestvom" II Stepeni).
De medaille wordt uitgereikt aan burgers van de Russische Federatie voor voortreffelijke prestaties in industrie, constructie, wetenschap, onderwijs, gezondheid, cultuur, transport en andere werkgebieden. 
- De Medaille der IIe Klasse met de Zwaarden,

(Russisch: Медаль ордена "За заслуги перед Отечеством" II степени с мечами of Medal ordena "Za zasloegi pered Otetsjestvom" II Stepeni s Mesjami).
De medaille wordt uitgereikt aan militairen voor grote bijdragen aan de verdediging van het moederland en het succesvol paraat houden van de commandostructuur, van militaire eenheden en van militaire organisaties. Ook het versterken van de rechtsorde en zorg dragen voor de veiligheid van de bevolking wordt in het Statuut genoemd.

## De medaille
De ronde gouden (het is verguld zilver) of zilveren medaille heeft een diameter van 32 millimeter en wordt aan een tot een vijfhoek gevouwen purperrood lint op de linkerborst gedragen. Op de voorzijde is het versiersel van de Orde van Verdienste voor het Moederland afgebeeld. De armen van het kruis zijn rood geëmailleerd. Bij de medailles met zwaarden zijn twee 28 millimeter lange gekruiste zwaarden van goud of zilver aan de verbindingsring tussen medaille en lint bevestigd.
Op de keerzijde is als rondschrift het motto ПОЛЬЗА, ЧЕСТЬ И СЛАВА, (in Latijnse letters Polsa, Tsjest i Slava in het Nederlands: "rechtschapenheid, eer en glorie") gegraveerd. Deze woorden waren ook het motto van de oude tsaristische Orde van Sint-Vladimir. In het midden is onder het jaartal "1994" en een lauwertak ruimte voor een serienummer.

## De draagwijze
Men draagt de medailles direct na het Sint-Georgekruis. De dragers van een gouden Medaille der Ie Klasse kunnen benoemd worden tot ridder in de Orde van Verdienste voor het Vaderland. Men mag de medaille als miniatuur met een diameter van 16 millimeter dragen of op een uniform vervangen door een rode baton met een smalle gouden of zilveren verticale middenstreep.
Men kan de gouden medaille der Ie klasse alleen ontvangen wanneer men de IIe klasse al bezit.